# 砖店镇
砖店镇是中国河南省新蔡县的一个镇，位于县城西18公里的驻新公路上。
砖店镇总面积约54平方公里，下辖10个行政村，104个自然村。有耕地4.8万亩，总人口约3.2万。

砖店镇属于未经现代化工业开发的地区，未遭到污染，环境优美，保留古朴纯真的民风，镇内一个小型水库，库内水清澈透底，适合坐船游览，特别是夏季，河两岸延绵数十里的白杨树，蔚为壮观。

## 行政区划
砖店镇下辖以下地区：
王小寨村、大宋庄村、砖店村、邢寨村、三空桥村、南王庄村、杜李庄村、汪寨村、村阁村和周寺村。